# Lebanon (Indiana)
Lebanon település az Amerikai Egyesült Államok Indiana államában, Boone megyében, melynek megyeszékhelye is. Lakosainak száma 16 662 fő (2020. április 1.).

## Népesség
A település népességének változása:

| 2010 | 15 792 |
| 2020 | 16 662 |